# Chapelle du couvent des Brises
La chapelle du couvent des Brises est une chapelle de l'île de La Réunion, département et région d'outre-mer français dans le sud-ouest de l'océan Indien. Située à La Montagne, sur le territoire communal de Saint-Denis, elle est notamment rendue remarquable par ses vitraux dus à Guy Lefèvre. Elle fait l'objet d'une inscription au titre des monuments historiques depuis le 26 novembre 2019.